# Stuntman
Lo stuntman (/ˈstantmen/) o cascatore è nel cinema un acrobata particolarmente esperto in cadute, tuffi, salti, che lavora come controfigura in scene particolarmente rischiose o difficili (dette in inglese stunt).
La professione del cascatore offre la possibilità di lavorare nell'ambito del cinema, dello spettacolo, nei parchi divertimento e per esibizioni in genere.

## Tipi di stuntman
La categoria si suddivide in vari settori, tra i quali i piloti acrobatici (precision driver), esperti d'armi, combattimenti simulati (maestro d'armi), effetti pirotecnici (fire-stunt) e impatti generici (cadute e tuffi).
Tra le varie categorie possiamo trovare la guida acrobatica e il freestyle che possono essere eseguiti sia con un'automobile sia con un quad.

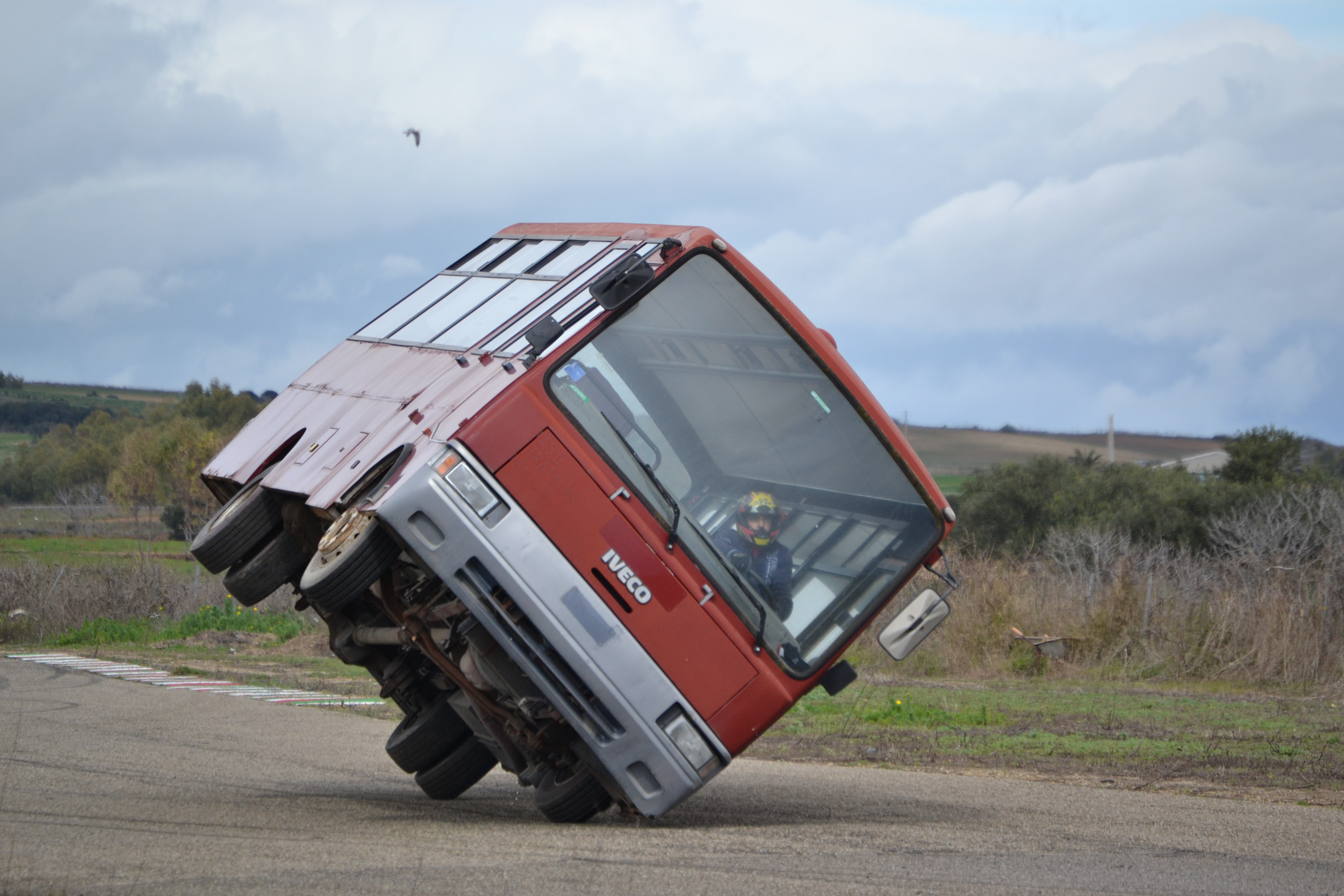
Cascatore in azione alla guida di un autobus